# Halifax (West Yorkshire)

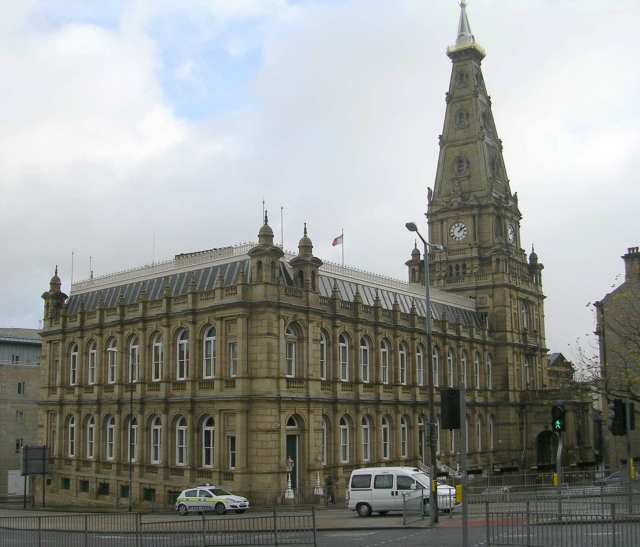
Ajuntament de Halifax.

Halifax és una ciutat del West Yorkshire, a Anglaterra.
La ciutat va créixer al voltant de la indústria de la llana, de manera que al segle XV ja era la principal comunitat llanera d'Anglaterra. El Halifax Piece Hall era el centre on originàriament es comerciava amb la llana.
La seva població era de 82.056 habitants al cens del 2004.
Està agermanada amb la ciutat alemanya d'Aquisgrà des del 1979.

## Fills il·lustres
- John Bates (organista) (1741-1799), organista i director d'orquestra.
- John Ertnest Walker (1941 -) químic, Premi Nobel de Química de l'any 1997.
- Oliver Smithies (1925 - 2017) genetista, Premi Nobel de Medicina o fisiologia de l'any 2007.